# Niphogeton scabra
Niphogeton scabra är en flockblommig växtart som först beskrevs av H.Wolff, och fick sitt nu gällande namn av James Francis Macbride. Niphogeton scabra ingår i släktet Niphogeton och familjen flockblommiga växter. Inga underarter finns listade i Catalogue of Life.